# Poughkeepsie (New York, nagyváros)
Poughkeepsie nagyváros (city) az USA New York államában, Dutchess megyében, melynek megyeszékhelye is. Lakosainak száma 31 577 fő (2020. április 1.).

## Népesség
A település népességének változása:

| 2010 | 32 736 |
| 2020 | 31 577 |

## Közlekedés
A várost érinti az Amtrak vasúttársaság Empire Service távolsági vasúti járata.